# 刁曼蟹属
刁曼蟹属（学名：Tiomanium）为相手蟹科的一个属。

## 下属物种
本属包括以下物种：
- 印度刁曼蟹 Tiomanium indicum (H.Milne Edwards, 1837)